# Státoprávní pokroková strana
Státoprávní pokroková strana nebo také Česká strana státoprávně pokroková byla českou nacionální politickou stranou v době Rakouska-Uherska. Strana vznikla 20. dubna 1908 při sloučení stran Radikálně pokrokové a Státoprávně radikální. Zanikla roku 1918, kdy vstoupila do strany Česká státoprávní demokracie.

## Postoje
Strana zastupovala část české inteligence a středních vrstev. Otevřeně a radikálně bojovala o samostatnost českého státu, založenou na historickém právu. Přála si politickou demokratizaci a hospodářské reformy. V roce 1914 se v tzv. Manifestu k Evropě obrátila pro podporu k politickému bloku Dohoda.
Během první světové války se podílela na domácím odboji. Roku 1918 splynula do strany České státoprávní demokracie.
Po vzniku republiky se strana již neobnovila, avšak názorová skupina blízká straně v čele s Emanuelem Čapkem vydávala časopis Nové Čechy.

## Osobnosti
Prvním předsedou strany byl zvolen Antonín Hajn, bývalý předseda strany Radikálně pokrokové. Funkci vykonával do roku 1912. Do roku 1911 byl také poslancem Říšské rady. Pod jeho vedením strana vydávala časopis Samostatnost, ve kterém šířila protirakouské nálady. Na počátku války byl časopis zakázán. Obnoven byl roku 1918.
Hlavním ideologem a mluvčím strany byl Lev Borský.
Dalšími osobnostmi strany byli:
- Antonín Kalina (v letech 1908-18 poslancem Říšské rady)[6]
- Viktor Dyk (v letech 1910-14 redaktor časopisu Samostatnost, od r. 1911 ve straně)[7]
- Karel Sokol (v letech 1910-11 poslancem Říšské rady)[8]
- Karel Baxa (v letech 1908-11 poslancem Říšské rady, r. 1911 odešel ze strany)[9]

## Volební výsledky
Pozice je určena dle počtu získaných hlasů.

### Říšská rada
| Volby | Hlasy  | Hlasy | Mandáty | Mandáty | Pozice |
| Volby | Abs.   | %     | Abs.    | ±       | Pozice |
| ----- | ------ | ----- | ------- | ------- | ------ |
| 1911  | 20 881 | 0.5   | 4/516   | ▲3      | ▲40.   |

### Český zemský sněm
Hlasy jsou uvedeny za koalici s Českou stranou národně sociální.
| Volby | Hlasy  | Hlasy | Mandáty | Mandáty | Pozice |
| Volby | Abs.   | %     | Abs.    | ±       | Pozice |
| ----- | ------ | ----- | ------- | ------- | ------ |
| 1908  | 24 587 | 6.1   | 4/242   | ▲1      | ▲7.    |